# Crimea Air
Crimea Air of Krym was een Oekraïense luchtvaartmaatschappij met thuisbasis in Simferopol.

## Geschiedenis
Crimea Air werd opgericht in 1996.
De maatschappij werd geliquideerd in 2007.

## Vloot
De vloot van Crimea Air bestond uit: (maart 2007)
- 3 Antonov AN-24RV